# میانی، سنده
میانی (به انگلیسی: Miani) یک شهر در پاکستان است که در ایالت سند واقع شده‌است.